# Muzafer Sherif
Muzafer Sherif (född Muzaffer Şerif Başoğlu den 29 juli 1906 i Ödemiş, İzmir, Turkiet, död 16 oktober 1988, i Fairbanks, Alaska) var en turkisk-amerikansk socialpsykolog.

## Biografi
Efter att ha tagit magisterexamen i Istanbul flyttade Sherif till USA 1929 och tog en ny magisterexamen vid Harvarduniversitetet 1932. Han återvände till Turkiet där han arbetade på en avhandling om normbildning. Det ledde till en filosofie doktorsexamen vid Columbiauniversitetet i New York 1935. 
Han återvände på nytt till Turkiet men blev då fängslad på grund av sina antinazistiska uttalanden. Han blev dock frisläppt genom påtryckningar från inflytelserika amerikaner. 
Sherif var en av grundarna till forskningsområdet socialpsykologi. Han är mest känd för experimentella studier av hur grupper struktureras, vad som händer vid grupprivalitet och hur konflikter mellan grupper kan lösas.